# Karl Biedermann (Politiker)

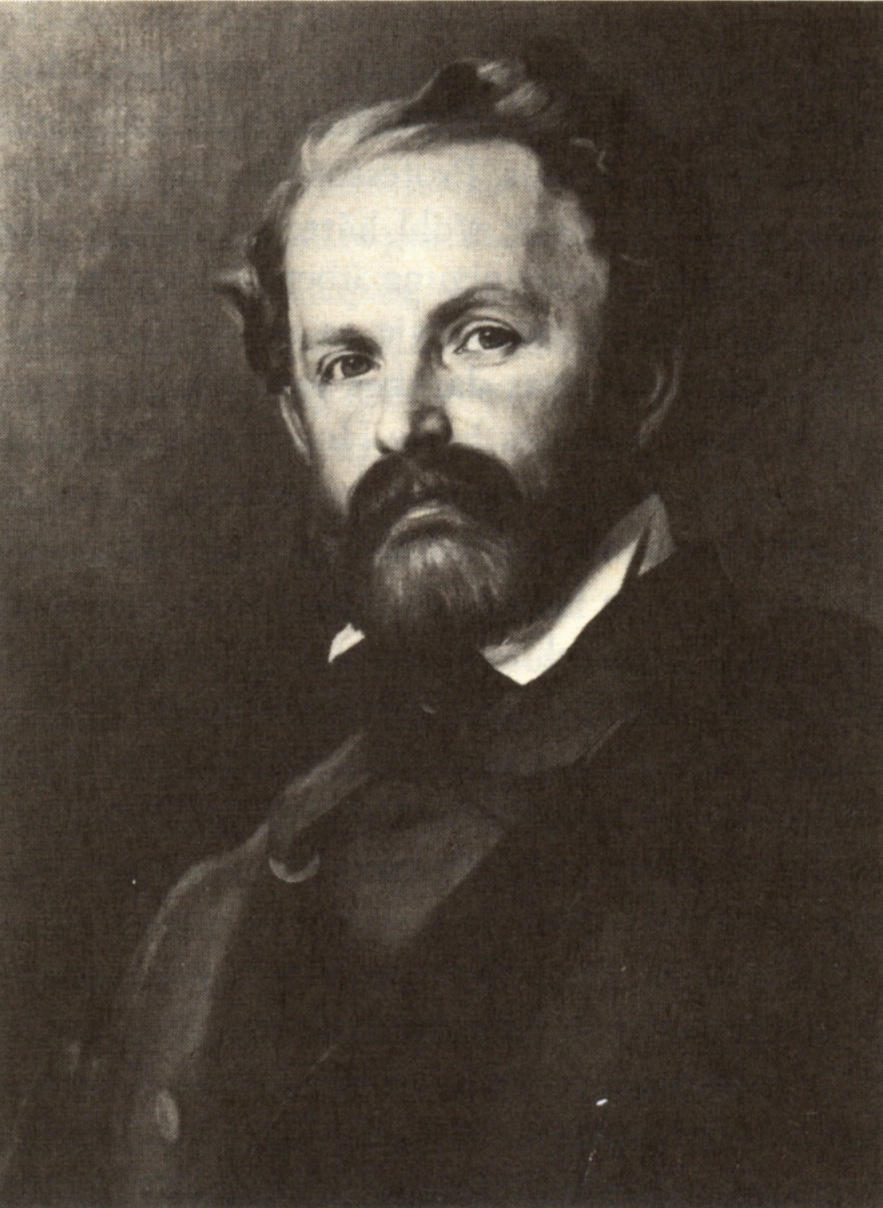
Karl Biedermann (um 1845)

Friedrich Karl Biedermann (* 25. September 1812 in Leipzig; † 5. März 1901 ebenda) war ein deutscher Philosoph, Staatswissenschaftler, Publizist und liberaler Politiker. Er lehrte als außerordentlicher bzw. Honorarprofessor an der Universität Leipzig. Biedermann war 1848/49 Abgeordneter in der Frankfurter Nationalversammlung, 1849–1850 und 1869–1876 im Sächsischen Landtag sowie von 1871 bis 1874 Mitglied des Reichstages, wo er die Nationalliberale Partei vertrat.

## Leben
Als Biedermann sechs Jahre alt war, heiratete seine Mutter den Beamten Martin aus Breitenhof. Zu ihm zog sie in das Erzgebirge, so dass Karl Biedermann in der Abgeschiedenheit einer entlegenen Hammerwerkssiedlung im Mittelgebirge aufwuchs. 1827 kam er nach Dresden, wo er die Kreuzschule besuchte.
Biedermann studierte von 1830 bis 1834 an den Universitäten Leipzig und Heidelberg, bereits in Leipzig wurde er Mitglied der demokratisch gesinnten Alten Leipziger Burschenschaft. Nach seiner Promotion und Habilitation arbeitete er ab 1835 als Privatdozent der Philosophie, ab 1838 als außerordentlicher Professor an der Universität Leipzig, wo er neben verschiedenen philosophischen Disziplinen ab 1840 auch Staatsrecht und Literaturgeschichte lehrte und Vorlesungen über den Deutschen Zollverein hielt. Biedermann heiratete 1842 Amalia Theresia Koch, Tochter eines Ratsoberförsters.
Ab 1842 gab er außerdem die Deutsche Monatsschrift für Litteratur und öffentliches Leben und von 1844 bis 1847 die politische Wochenschrift Herold heraus. Biedermann wurde 1845 in die Leipziger Stadtverordnetenversammlung gewählt. Aufgrund seiner liberalen Publikationen und seines Einsatzes für Bürgerrechte geriet er ab den 1840er-Jahren zunehmend mit den Zensurbehörden in Konflikt, 1847 wurde er wegen Majestätsbeleidigung angeklagt.

Porträt Biedermanns als Abgeordneter der Frankfurter Nationalversammlung (1849)

Als Vizevorsteher der Stadtverordnetenversammlung war er 1848 Urheber der Leipziger Märzadresse, die sich gegen die konservative sächsische Regierung unter Julius Traugott von Könneritz richtete. Im Zuge der Märzrevolution 1848 nahm Biedermann am Vorparlament teil, wurde anschließend Schriftführer des Fünfzigerausschusses und gehörte mehreren Vorbereitungskommissionen zur Frankfurter Nationalversammlung an. Dort war er vom 18. Mai 1848 bis zum 26. Mai 1849 Abgeordneter für Zwickau. Biedermann gehörte den linksliberalen Fraktionen Württemberger Hof und Augsburger Hof an. Ab dem 22. Mai 1848 war er Mitglied der Protokollkommission, ab dem 3. Juni 1848 Schriftführer des Parlaments. Biedermann setzte sich für die Kleindeutsche Lösung ein und gehörte im April 1849 zur Kaiserdeputation, die dem preußischen König Friedrich Wilhelm IV. die deutsche Kaiserkrone antrug, die dieser jedoch ablehnte. Am 14. Mai 1849 wurde er zum ersten Vizepräsidenten des Parlaments gewählt. Nachdem er sein Mandat in der Paulskirche niedergelegt hatte, nahm er im Juni 1849 am Gothaer Nachparlament teil und war bis 1850 Abgeordneter in der Zweiten Kammer des Sächsischen Landtages.
Während der Reaktionsära nach der gescheiterten Revolution arbeitete Biedermann wieder als Publizist und gab die Zeitschriften Germania und Deutsche Annalen heraus. Nach einem Artikel gegen den französischen Kaiser Napoleon III. wurde er 1851 wegen Beleidigung ausländischer Regenten zu vier Wochen Festungshaft verurteilt und 1853 endgültig seines Amtes als Professor enthoben. Er zog nach Weimar um, wo er von Oktober 1855 bis September 1863 als Verantwortlicher Redakteur der Weimarischen Zeitung tätig war. Nach 1859 wurde er auch Mitglied der Leipziger Burschenschaft Germania. Ab 1863 war er Redakteur der liberalen Allgemeinen Zeitung.
Auf Befürwortung der philosophischen Fakultät wurde er 1865 wieder zum außerordentlichen Professor in Leipzig berufen, wo er Vorlesungen in deutscher und neuester Geschichte, Literaturgeschichte, Staatsrecht und Verfassungsgeschichte hielt. Als Mitbegründer und Anführer der Nationalliberalen Partei in Sachsen wurde er 1869 erneut in den sächsischen Landtag gewählt. Nach Gründung des Deutschen Kaiserreiches zog er 1871 als Abgeordneter des mittelsächsischen Wahlkreises Rochlitz–Flöha in den Reichstag ein, dem er bis 1874 angehörte.
Biedermann war Mitglied der Leipziger Freimaurerloge Minerva zu den drei Palmen. Er hielt zahlreiche Vorträge im Leipziger Kaufmännischen Verein. Biedermann erhielt an der Universität Leipzig 1875 den Status eines ordentlichen Honorarprofessors und lehrte dort bis zu seinem Tod. In seinen letzten Lebensjahren hielt er u. a. Vorlesungen über Grundzüge der Ethik, Moral- und Rechtsphilosophie, deutsche Literaturgeschichte, die Geschichte des Jahres 1848 und des Frankfurter Parlaments sowie des deutschen Einheitsgedankens, aber auch über „Socialismus und sociale Fragen“. Für die Geschichte des Historischen Seminars an der Universität Leipzig ist zudem bedeutsam, dass er ein Kulturhistorisches Institut einrichten wollte. Mit seinem Ansinnen, ein selbständiges kulturhistorisches Institut zu errichten, das methodisch doch im Kontrast zu der vorherrschenden Politischen Geschichte stand, stieß er an der philosophischen Fakultät auf Ablehnung. Zu denen, welche diese Institutsform ablehnten, gehörte Georg Voigt. Die Einrichtung eines solchen Instituts erfolgte erst einige Jahre nach seinem Tode durch Karl Lamprecht im Jahr 1909.
Noch in seinem Todesjahr 1901 wurde eine Straße in Leipzig-Connewitz nach Biedermann benannt.

## Schriften (Auswahl)
- Die deutsche Philosophie von Kant bis auf unsere Zeit, ihre wissenschaftliche Entwicklung und ihre Stellung zu den politischen und socialen Verhältnissen der Gegenwart. 2 Bände. Mayer & Wigand, Leipzig 1842 (Digitalisat).
- Geschichte des ersten preußischen Reichstags. Biedermann, Leipzig 1847 (Digitalisat).
- Das deutsche Parlament. Biedermann, Leipzig 1848 (Digitalisat).
- Erinnerungen aus der Paulskirche. Mayer, Leipzig 1849 (Digitalisat).
- Deutschlands trübste Zeit, oder: der dreißigjährige Krieg in seinen Folgen für das deutsche Culturleben. Brigl, Berlin 1862. (Digitalisat).
- Deutschland im 18. Jahrhundert. 4 Bände. Weber, Leipzig 1867–1880 (ND Scientia, Aalen 1969).
- Deutsche Volks- und Kulturgeschichte für Schule und Haus. 3 Bände. Bergmann, Wiesbaden 1885–1886 (Digitalisat).
- Mein Leben und ein Stück Zeitgeschichte. 2 Bände. Schottlaender, Breslau 1886. (Digitalisate).
- Geschichte des deutschen Einheitsgedankens. Ein Abriss deutscher Verfassungsgeschichte von der Urzeit bis zur Errichtung des neuen deutschen Kaisertums. Bergmann, Wiesbaden 1894.
- Leitfaden der deutschen Geschichte für den Schulgebrauch. Voigtländer, Leipzig 1895 (Digitalisat).